# 拉斯托爾古耶夫冰川
70°57′S 163°30′E / 70.950°S 163.500°E
拉斯托爾古耶夫冰川是南極洲的冰川，位於維多利亞地的彭內爾海岸，流經探險者山脈東坡，最終注入利利冰川，美國地質調查局根據測量和該國海軍的空中照片繪入地圖。